# Flundre, Väne och Bjärke tingslag
Flundre, Väne och Bjärke tinglag var mellan 1896 och 1970 ett tingslag i Älvsborgs län i Flundre, Väne och Bjärke domsaga. Tingslaget omfattade Flundre härad, Väne härad och Bjärke härad och hade sin tingsplats i Trollhättan. 
Tingslaget bildades 1 januari 1896 av Flundre tingslag, Väne tingslag och Bjärke tingslag. Tingslaget upplöstes 31 december 1970 då verksamheten övergick till Trollhättans tingsrätt och Vänersborgs tingsrätt.  